# Locomotiva FS 885
Le locomotive a vapore gruppo 885 erano locotender, a 2 cilindri, a doppia espansione e a tre assi accoppiati, costruite per le Ferrovie dello Stato dalla Ernesto Breda di Milano e dalle Officine Meccaniche di Napoli.

## Storia
Le locomotive del gruppo 885 vennero costruite, in numero di 16 unità, tra gli anni 1906 e 1907.
La prima unità fu consegnata dalla Ernesto Breda di Milano, le successive 15 dalle Officine Meccaniche di Napoli. Furono concepite come versione a doppia espansione delle 870 FS. Come queste, infatti, avevano rodiggio 0-3-0T, cilindri esterni e distributori a cassetto con meccanismo di azionamento Walschaerts. La prima unità, la 8851, venne esposta dalla Breda in occasione dell'Esposizione Internazionale di Milano del 1906. Nell'uso in servizi con frequenti avviamenti, si manifestarono i limiti tipici delle motrici a doppia espansione (su 2 cilindri) e dalla limitata potenzialità vaporiera della caldaia; ciò determinò la decisione di non procedere ad ulteriori ordinazioni di macchine.
Le locomotive 885 erano utilizzate sia per servizi merci, sia per servizi viaggiatori essendo provviste di riscaldamento a vapore delle vetture. Terminarono la loro carriera nella seconda metà degli anni cinquanta facendo servizio nel nodo ferroviario di Cuneo.

## Caratteristiche tecniche
Le locomotive 885 erano delle locotender a vapore saturo, a tre assi motori accoppiati, a 2 cilindri esterni e doppia espansione. Un cilindro era quindi ad alta pressione e di diametro più piccolo (370 mm) e l'altro (di 200 mm più grande) utilizzava la bassa pressione del vapore nella configurazione tecnica classica, semplice, ma che prevedeva una certa difficoltà allo spunto. 
Avevano un peso in servizio di 39.300 kg a pieno carico, con scorte di 4.500 litri d'acqua e 1.700 kg di carbone. Le casse d'acqua erano poste ai lati della caldaia. La distribuzione del carico interamente sugli assi si traduceva in una aderenza completa riducendosi ovviamente man mano che calavano le scorte fino a circa 34 t. Le locomotive erano fornite di freno ad aria compressa e di freno a mano. La caldaia aveva una buona produzione di vapore e permetteva lo sviluppo di ben 470 CV alla velocità di 45 km/h.